# День независимости Кыргызстана
День независимости Кыргызстана (День независимости Кыргызской Республики, кирг. Кыргыз Республикасынын Көз карандысыздыгынын күнү) — национальный праздник Кыргызстана. Отмечается 31 августа. В этот день в 1991 году внеочередная сессия Верховного Совета Киргизской ССР (Жогорку Кенеш) приняла постановление о «Декларации о государственной независимости Республики Кыргызстан».  Согласно Декларации, Кыргызская Республика была объявлена независимым, суверенным, демократическим государством.
14 декабря 1990 года 12-й созыв Верховного Совета Киргизской ССР, известный как «легендарный» парламент, принял Закон Киргизской ССР «О реорганизации системы органов государственной власти и управления в Киргизской ССР и внесении изменений и дополнений в Конституцию (Основной закон) Киргизской ССР». Законом устанавливалась независимая государственная власть Киргизской ССР. 15 августа Верховный Совет Киргизской ССР принял «Декларацию о государственном суверенитете Республики Кыргызстан» (Кыргыз Республикасынын мамлекеттик эгемендүүлүгү жөнүндөгү). Декларацией устанавливался суверенитет — независимость государственной власти Киргизии во внешних делах и верховенство государственной власти во внутренних делах.

Площадь Ала-Тоо в Бишкеке

19—21 августа 1991 года в Советском Союзе произошли события, известные как августовский путч. 19 августа президент Аскар Акаев выступил по телевидению с обращением к народу, в котором осудил ГКЧП. 20 августа спикер «легендарного» парламента Медеткан Шеримкулов осудил ГКЧП. После провала ГКЧП, 23 августа 1991 года на площади Ленина в Бишкеке состоялся первый митинг демократических сил Киргизской Республики, известный как «митинг победителей». По словам Сабыра Муканбетова, журналиста и ответственного секретаря Демократического движения Киргизии, в митинге участвовали свыше трёх тысяч человек. Митинг принял резолюцию о привлечении к ответственности членов ЦК Коммунистической партии Кыргызстана за поддержку ГКЧП, созыве внеочередной сессии Верховного Совета Киргизской Республики и переименовании площади Ленина в площадь Ала-Тоо. 27 августа 1991 года Верховный Совет Республики Киргизия принял постановление о созыве внеочередной сессии 31 августа. 29 августа постановление было опубликовано в правительственной газете «Кыргыз Туусу». 31 августа, исходя из «Декларации о государственном  суверенитете Республики Кыргызстан» и руководствуясь Конституцией (Основным Законом) Республики Киргизия, внеочередная сессия Верховного Совета Республики Киргизия приняла постановление о «Декларации о государственной независимости Республики Кыргызстан». Законом Киргизской Республики от 11 декабря 1991 года № 645-XII «О придании статуса конституционного Закона Декларации о государственной независимости Республики Кыргызстан» Декларации придан статус конституционного закона.
По словам президента Алмазбека Атамбаева принятие Декларации о государственной независимости Республики Киргизия стало днём, «который завершил собой многовековой период истории, когда наш народ был лишен собственной государственности». По словам Атамбаева: «Люди начинают понимать, что обретение Киргизией независимости было исторической закономерностью. Что наш народ прошел свой, особый и очень трудный путь к независимости, заплатил за неё очень большую цену». По словам президента Сооронбая Жээнбекова: «Независимость — это не только наше достижение. Это досталось нам кровью наших предков, ценою слез матерей. Независимость — результат многовековой борьбы многих поколений. Независимость — наследие, доставшееся нам от предков, которое мы обязаны беречь, как зеницу ока и передать следующим поколениям».
День независимости является нерабочим (выходным) праздничным днём согласно «Трудовому кодексу Киргизской Республики» (в редакции Закона КР от 20 ноября 2012 года № 185).
В этот день праздничные мероприятия проходят по всей Киргизии. В парках Бишкека проходят праздничные концерты. В столичных музеях, библиотеках проводятся фотовыставки, посвящённые истории и современности Киргизии. Основные мероприятия, посвященные Дню независимости, проходят на площади Ала-Тоо в Бишкеке. Перед горожанами выступает президент Киргизии. Мероприятия продолжаются концертом и праздничным салютом.
Раз в пять лет в Бишкеке проходит военный парад с использованием военной техники. В параде 2016 года, посвящённом 25-летию независимости Киргизии, участвовали около 1,5 тысячи военнослужащих, более 80 единиц военной техники, а также боевой авиации (вертолётов). Командовал парадом полковник Бактыбек Бекболотов, командир 8-й гвардейской Панфиловской дивизии. Парад принимал начальник Генерального штаба Вооружённых сил Кыргызстана генерал-майор Райимберди Дуйшенбиев.